# Mariska Hargitay
Mariska Magdolna Hargitay (* 23. ledna 1964) je americká herečka, která se nejvíce proslavila svou rolí detektiva Olivie Bensonové v seriálu Zákon a pořádek: Útvar pro zvláštní oběti (Law & Order: Special Victims Unit).

## Osobní život
Mariska je dcera legendární plavé sexbomby Jayne Mansfieldové a Mickeyho Hargitaye, narodila se jako nejmladší z jejich tří dětí. 29. června 1967 měla její matka Jayne autonehodu, při níž spolu se svým milencem tragicky zahynula. Mariska seděla se svými dvěma bratry na zadním sedadle; naštěstí však vyvázla téměř bez zranění a tuto tragickou událost už jí dnes připomíná jen klikatá jizva na zadní straně hlavy.
V dubnu roku 2004 oznámila zasnoubení s hercem Peterem Hermannem. Vzali se 28. srpna 2004 v kostele v Kalifornii. V listopadu 2005 pár oznámil veřejnosti, že očekává narození prvního dítěte. Syn August Miklos Friedrich Hermann se narodil 28. června 2006.
Mariska mluví plynně anglicky, francouzsky, italsky a také rodným jazykem svého otce, maďarštinou.

## Kariéra
Svou kariéru Mariska začala v seriálu Falcon Crest v roce 1987. O pár let později si střihla roli policistky v seriálu Tequila a Bonetti. Objevila se také v několika dílech seriálu Pohotovost (ER), kde ztvárnila roli recepční, která se zamiluje do primáře oddělení pohotovosti. V roce 2005 propůjčila svůj hlas do videohry True Crime: New York City. Největší úspěch jí však přinesla již zmiňovaná role v seriálu Zákon a pořádek.

## Ocenění
V letech 2004, 2005 a 2006 byla nominována na cenu EMMY za „Nejlepší hlavní ženskou hereckou roli“ v drama seriálu. V roce 2005 získala Mariska Zlatý Glóbus za „Nejlepší herečku v drama seriálu“. Její otec a manžel byli samozřejmě u toho; Mariska cenu věnovala památce své matky. Ve stejném roce byla také časopisem People zvolena mezi 50 nejkrásnějších lidí světa.